# محمد كامل (سياسي)
محمد كامل (بالفرنسية: Mohamed Kamil Mohamed)‏ هو سياسي فرنسي وجيبوتي، ولد في 1917، وتوفي في 9 يونيو 2002. حزبياً، نشط في تجمع الشعب الفرنسي. وقد انتخب عضو مجلس الشيوخ الفرنسي.